# Bloedbad van Kirjat Sjmona
Het Bloedbad van Kirjat Sjmona was een bloedbad op 11 april 1974 aangericht door drie Palestijnen van de PFLP-GC op Israëlische burgers in de noordelijke stad Kirjat Sjmona. Hierbij kwamen 18 burgers om het leven.

## De aanval
Op 11 april 1974 staken drie Palestijnen vanuit Libanon de grens over met Israël. Zij gingen een appartementsgebouw binnen in Kirjat Sjmona en vermoordden alle achttien aanwezige burgers, inclusief negen kinderen.
Deze en soortgelijke aanvallen van Palestijnen vanuit Libanon te voorkomen was een van de redenen dat Israël een interventiemacht naar Zuid-Libanon stuurde.